# محاکمه (فیلم ۱۹۶۲)
محاکمه (به انگلیسی: The Trial) فیلمی به کارگردانی اورسن ولز بر اساس رمان مشهور محاکمه از فرانتس کافکا محصول سال ۱۹۶۲ است. فیلمنامهٔ این کار را نیز خود ولز نوشت و همچنین در نقش وکیل مدافع، آلبرت هستلر، بازی کرد. وی بلافاصله پس از ساختن این فیلم اظهار کرد که: «محاکمه بهترین فیلمی است که ساخته‌ام.»

## داستان
یک روز صبح جوزف ک. (آنتونی پرکینز) که در آپارتمان در کنار همسایه‌هایش زندگی می‌کند، در خواب است که مأموران قانون بی اطلاع وارد اتاقش می‌شوند و به او می‌گویند که دادگاهی شده‌است اما کسی از اتهام وی حرفی نمی‌زند…

## بازیگران
- آنتونی پرکینز - جوزف ک.
- ژن مورو - ماریکا برستنر
- رومی اشنایدر - خانوم پیتل
- آکیم تامیروف - بلاچ
- السا مارتینلی - هیلدا
- اورسن ولز - آلبرت هستلر، وکیل مدافع
- مادلن رابینسون - خانوم گروبک
- آرنولدو فوآ - کارآگاه الف
- جس هان - دستیار دوم کارآگاه
- پائولا موری - بایگان دادگاه
- مکس هافلر - عمو مکس
- مایکل لونزدل - کشیش
- فرنان لودو - مدیر دفتر دادگاه